# Xã 8, Quận Morris, Kansas
Xã 8 (tiếng Anh: Township 8) là một xã thuộc quận Morris, tiểu bang Kansas, Hoa Kỳ. Năm 2010, dân số của xã này là 206 người.